# Distretto di Saanen
Il distretto di Saanen è stato uno dei distretti del cantone di Berna in Svizzera. Confinava con il distretto di Obersimmental a est, con il Canton Vallese (distretti di Hérens e di Sion) a sud, con il Canton Vaud (distretti di Aigle e di Pays-d'Enhaut) a ovest e con il Canton Friburgo (distretto di Gruyère) a nord. Il comune di Saanen era il capoluogo del distretto. La sua superficie era di 241 km² e contava 3 comuni.
I suoi comuni sono passati alla sua soppressione al Circondario di Obersimmental-Saanen.

## Comuni
- CH-3785 Gsteig
- CH-3782 Lauenen
- CH-3792 Saanen assieme alla località di Gstaad (CH-3780)